# Tecmor
En la mitología griega Tecmor (en griego Τέκμωρ, Tékmor) era uno de los dioses o conceptos primordiales, solo mencionado en un fragmento cosmogónico atribuido a Alcmán. El vocablo τέκμωρ o τέκμαρ (tékmor, tékmar) significa, en este contexto, «término, fin, límite, meta».
«... de él Poros (Πόρος)... el viejo Tecmor (Τέκμωρ)... y la tercera la Oscuridad (Σκότος, Skótos)...».
Por el comentario del texto se sabe que se proponía una fase más antigua en que había una «materia» o sustancia original confusa y mezclada. De ella surgían Poros, el sendero del camino, y Tecmor, la meta del camino. Más tarde se ubicaría una ulterior diferenciación, operada por Tetis (entiéndase como Thesis), la diosa o fuerza divina que traería el orden al cosmos, inicialmente confuso y desordenado. El poder de los tres conceptos primordiales —Thesis, la creación; Poros, el sendero, y Tecmor, el final—, acabaría formando a otra generación de dioses primordiales: el día (ἆμαρ, amar), la luna (σέλανα, selana), la obscuridad (σκότος, skótos; citada de nuevo), los destellos o estrellas (μαρμαρυγαί, marmarugas) y el sol».